# Sŏn’gun

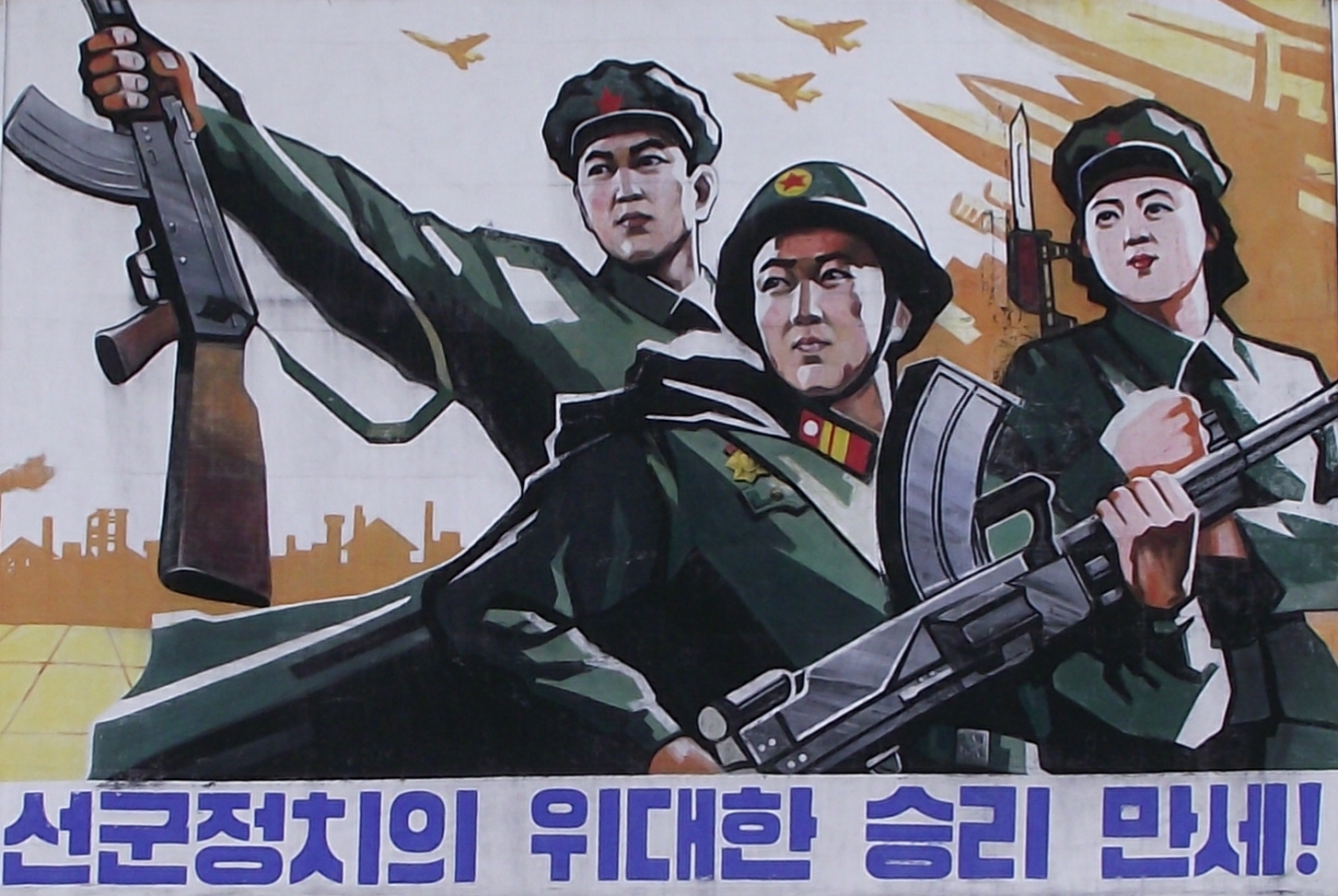
Nordkoreanisches Propagandaplakat („Lang lebe der große Sieg der Sŏn’gun-Politik!“)

Die Sŏn’gun-Politik (sŏn = ‚zuerst‘; gun = ‚Militär‘; „Militär zuerst!“) ist seit einer Verfassungsänderung 2009 zusätzlich zur Juche-Ideologie Leitlinie der Politik Nordkoreas. Sie räumt der Verteidigungsbereitschaft angesichts einer angenommenen militärischen Bedrohung des Staates durch die „imperialistischen Mächte“ USA und Japan sowie durch deren „Marionettenstaat“ Südkorea höchste Priorität ein. Im Jahr 2011 wurden nach offiziellen nordkoreanischen Angaben 15,8 % des Staatshaushaltes für militärische Zwecke verwendet. Die Koreanische Volksarmee und ihre Belange haben entsprechend dieser Politik „absoluten Vorrang“ vor anderen gesellschaftlichen Bereichen.

## Primärliteratur (Nordkorea)
- Kim Chol U: Songun Politics of Kim Jong Il. Foreign Languages Publishing House, Pyongyang, 2002 (deutschsprachige Ausgabe: Kim Chol U: Kim Jong Ils Politik der Bevorzugung des Militärwesens. Verlag für fremdsprachige Literatur, Pyongyang, 2002)
- Songun, Banner of Victory. Korea Pictorial, Pyongyang, 2003

## Sekundärliteratur
- Ilpyong J. Kim: Kim Jong Il’s Military-First Politics. In: Young Whan Khil, Hong Nack Kim (Hrsg.): North Korea. The Politics of Regime Survival. M.E. Sharpe, Armonk (New York) / London, 2005, ISBN 978-0-7656-1638-8